# Villespy
Villespy település Franciaországban, Aude megyében. Lakosainak száma 425 fő (2022. január 1.). Villespy Carlipa, Cenne-Monestiés, Lasbordes, Saint-Papoul, Verdun-en-Lauragais, Villemagne és Villepinte községekkel határos.

## Népesség
A település népessége az elmúlt években az alábbi módon változott:
| Lakosok száma | 352  | 265  | 341  | 380  | 345  | 361  | 373  | 387  | 408  | 425  |
|               | 1968 | 1982 | 1999 | 2006 | 2011 | 2015 | 2017 | 2018 | 2020 | 2022 |